# Verdedoncella
Verdedoncella es el nombre de una variedad cultivar de manzano (Malus domestica). Esta manzana está cultivada en la colección de la Estación Experimental Aula Dei (Zaragoza) con n.º de accesión "310". Esta manzana también se cultiva en la National Fruit Collection con el número de accesión: "1957 - 082" y Accession name: Verde Doncella. Es originaria de la Comunidad autónoma de Aragón, nombrada desde 1877. Actualmente conserva interés comercial en los valles del Jalón y Jiloca (provincias de Zaragoza y Teruel).

## Sinónimos
- "Verde Doncella 310",[5]
- "Ver de Doncella",
- "Maçana Verda Donzella",
- "Poma Verda Donzella",
- "Apfelsorte Verda Donzella".[8][9]

## Historia
'Verdedoncella' es de origen desconocido, se la considera autóctona de la Comunidad autónoma de Aragón. Aparece en catálogos comerciales del siglo XIX (Huerta-Jardín de Bruil de Zaragoza, 1877).
Variedad que conserva interés comercial con abundante producción en la provincia de Zaragoza en el valle del río Jalón y en la provincia de Teruel en el valle del río Jiloca donde alcanzan una elevada calidad.

## Características

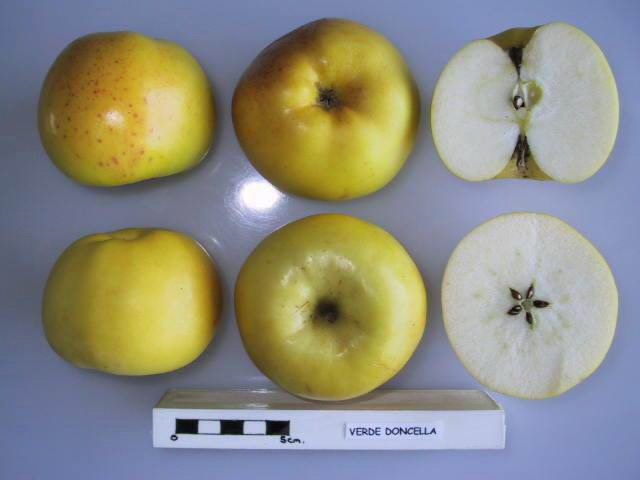
Manzana 'Verde Doncella' en secciones.

El manzano de la variedad 'Verdedoncella' tiene un vigor medio a escaso; porte semierguido, con vegetación muy tupida; tubo del cáliz ancho o mediano, triangular o alargado en forma de cono o de embudo con tubo largo, y con los estambres insertos bajos, pistilo fuerte. Tiene un tiempo de floración que comienza a partir del 9 de mayo con el 10% de floración, para el 14 de mayo tiene una floración completa (80%), y para el 23 de mayo tiene un 90% de caída de pétalos.
La variedad de manzana 'Verdedoncella' tiene un fruto de tamaño pequeño o medio según si tiene aclareo o no; forma indefinida, generalmente más ancha que alta, con contorno irregular, oblongo o elíptico, casi siempre rebajado de un lado; piel lisa, levemente untuosa, acharolada; con color de fondo blanco-amarillo o blanco cera, sobre color leve desteñido, siendo el color del sobre color sonrosado, siendo su reparto en chapa, ausencia de chapa o sonrosado más o menos vivo en el lado de la insolación, con un punteado espaciado, ruginoso o blanco que se hace vistoso sobre la chapa coloreada, y con una sensibilidad al "russeting" (pardeamiento áspero superficial que presentan algunas variedades) ausente; pedúnculo corto, fino, leñoso y con lanosidad adherida, con o sin brácteas en la parte superior, anchura de la cavidad peduncular ancha, profundidad cavidad pedúncular marcadamente profunda, con fondo verde o entremezclado con canela, bordes irregulares, a veces de tangente inclinada, con frecuencia aparecen unas depresiones desde el fondo, y con una importancia del "russeting" en cavidad peduncular ausente; anchura de la cavidad calicina amplia o mediana, profundidad de la cavidad calicina profunda y en forma de cubeta, bordes lisos, importancia del "russeting" en cavidad calicina ausente; ojo pequeño, cerrado o entreabierto; sépalos cortos y triangulares, con las puntas vueltas hacia fuera.
Carne de color blanco crema con tintes verdosos; textura jugosa; sabor dulce, perfumada, excelente; corazón pequeño, bulbiforme, levemente marcado por las líneas del corazón. Eje abierto o solamente agrietado. Celdas pequeñas; semillas pequeñas.
La manzana 'Verdedoncella' tiene una época de maduración y recolección tardía, su recolección comercial se lleva a cabo a mediados de octubre, en Zaragoza. Se usa como manzana de mesa fresca de mesa. Aguanta conservación en frío hasta cuatro meses.
De entrada en producción más bien lenta, es posteriormente muy productiva, con acusada tendencia a la vecería (Contrañada), por lo que es necesario un  cuidadoso aclareo.

## Ploidismo
Considerada como autofértil, sin embargo le favorece la polinización cruzada. Grupo D Día 14, siendo las variedades polinizadoras: 'Golden Delicious' y 'Starking'.